# Мацулевичюс, Людгар Иосифович
Людгардас Иосифович Мацуле́вичюс (лит. Liudgardas Juoso Maculevičius; 1917—2004) — советский режиссёр документального кино. Заслуженный деятель искусств Литовской ССР. Лауреат Сталинской премии третьей степени (1952).

## Биография
Людгардас Мацулевичюс родился 16 июня 1917 года. В 1943 году окончил ВГИК. С 1944 года работал на Литовской киностудии режиссёром кинохроники. В 1946—1968 годах снял около 300 номеров киножурнала «Советская Литва». Людгардас Мацулевичюс умер 30 октября 2004 года в Вильнюсе.

## Фильмография
- 1947 — Петрас Цвирка
- 1952 — Советская Литва (с И. М. Посельским)
- 1953 — Над Неманом рассвет; Клайпеда
- 1957 — Моя Литва
- 1960 — Юность песни
- 1961 — Каунас встречает друзей

## Награды и премии
- Сталинская премия третьей степени (1952) — за фильм «Советская Литва» (1952)
- заслуженный деятель искусств Литовской ССР